# Amanda the Adventurer
Amanda the Adventurer ist eine Horror-Videospielserie, die teilweise von der Kindersendung Dora the Explorer inspiriert ist. Sie wurde von MANGLEDmaw Games entwickelt und von DreadXP, dem Videospielverlag von Dread Central, veröffentlicht. Die Serie begann als Beitrag zu einem Game Jam und wurde nach der Übernahme durch DreadXP zu einem vollwertigen Spiel weiterentwickelt. Die neueste Version des Spiels trägt den Titel Amanda the Adventurer 2.
Im Mittelpunkt der Serie steht die Protagonistin Riley, die in das Geheimnis um die fiktive Kindersendung Amanda the Adventurer verwickelt wird.

## Spielablauf
In beiden Spielen müssen die Spieler Rätsel lösen und VHS-Kassetten mit Episoden der Kinderserie Amanda the Adventurer finden. Während der Vorführung der Bänder können die Spieler mit Amanda und ihrem Begleiter Wooly, dem Schaf, interagieren, was wiederum Auswirkungen auf die Umgebung des Spielers und das Spielende haben kann. Der Spieler übernimmt die Kontrolle über Riley, einen geschlechtsneutralen Charakter, dessen Aufgabe es ist, das Geheimnis um die Show und das finstere Unternehmen Hameln Entertainment zu untersuchen. Es gibt einige geheime Bänder, um solche geheimen Enden freizuschalten. Jede Entscheidung der Spieler kann das Ende des Spiels beeinflussen.

## Zusammenfassung

### Amanda the Adventurer(2023)
Riley Park erhält einen Abschiedsbrief von ihrer Tante Kate, die Riley ihr Haus in Kensdale, Ohio, vermacht und dabei eine VHS-Kassette auf ihrem Dachboden erwähnt. Bei Kate angekommen, entdeckt Riley, dass die Kassette eine Folge von Amanda the Adventurer enthält, einer Kinderserie, die ursprünglich als Live-Action-Serie begann und nach der Übernahme durch das Studio Hameln Entertainment als 3D-Zeichentrickfilm veröffentlicht wurde. Während der Serie machten sich Eltern Sorgen über einige Handlungsstränge und Botschaften der Serie. Mehrere Kinder verschwanden während der Sendung, was Kate dazu veranlasste, Nachforschungen anzustellen.
Während Riley das gefundene Band abspielt, lernen sie die Protagonistin der Serie, Amanda, und ihren Kumpel, ein anthropomorphes Schaf namens Wooly, kennen. Beide können vollständig mit Riley interagieren. Durch das Lösen verschiedener Rätsel entdeckt Riley weitere Bänder von Amanda the Adventurer, von denen jedes düsterer ist als das vorherige. Abhängig von den Entscheidungen des Spielers kann Riley zusätzliche, geheime Bänder entdecken, die weitere Informationen über die Serie, HameIn Entertainment, den Serienschöpfer Sam Colton und seine Adoptivtochter Rebecca, die Amanda spielte, preisgeben.
Das Spiel hat verschiedene Enden, die von Rileys Weg abhängen. Ein Ende zeigt insbesondere, wie Riley von einem dämonischen Wesen mit Amandas Frisur getötet wird. Im wahren Ende des Spiels spielt Riley das letzte Band ab, auf dem Amanda Riley sagt, dass sie „irgendwo da draußen“ ist, bevor sie den Fernseher heftige Störungen lässt und Riley dazu zwingt, ihn zu zerstören. Wenn der Spieler alle fünf geheimen Bänder gefunden hat, bevor er das wahre Ende erreicht, entdeckt Riley eine maskierte Gestalt, die den Dachboden betritt.

### Amanda the Adventurer 2(2024)
Das Spiel macht dort weiter, wo es im ersten Spiel aufgehört hat. Die maskierte Gestalt entpuppt sich als Freundin und Kollegin von Kate. Sie bringt Riley zu Kates früherem Arbeitsplatz, der öffentlichen Bibliothek von Kensdale, wo Riley erneut die Aufgabe erhält, weitere VHS-Kassetten zu finden, während die maskierte Gestalt draußen Wache hält und über ein Funkgerät mit Riley kommuniziert und sie über alle stattfindenden Aktivitäten informiert.
Als Riley alle Kassetten in der Bibliothek findet und ansieht, stoßen sie auf weitere Folgen von Amanda the Adventurer, in denen Amandas und Woolys Abenteuer immer wieder von einem neuen Opossum gestört werden. Riley muss außerdem dem Zorn von Amandas Entität ausweichen, die sie angreift, wenn Amanda mit Rileys Handlungen unzufrieden ist. Nachdem Riley alle Kassetten gefunden hat, beginnt die maskierte Gestalt, jede einzelne zu zerstören, bevor die Entität sie angreift. Riley findet eine leere VHS-Kassette und flieht durch einen Fluchttunnel, den Kate in der Bibliothek installiert hatte.
Hat der Spieler alle vier geheimen Kassetten des Spiels gefunden, sieht sich Riley in der Bibliothek eine alternative Version der letzten Kassette von Amanda the Adventurer an. Dort hört das Opossum die Stimme der maskierten Gestalt, die nach Riley ruft, und ruft „JOH“, bevor Amanda und Wooly ihn beseitigen. Anschließend kann der Spieler eine geheime Audiokassette erhalten, auf der Kates letzte Worte an Riley aufgezeichnet sind. Sie warnt Riley, die Kassetten nicht anzusehen, sondern zu zerstören, bevor sie bei einem Autounfall ums Leben kommt. Als die maskierte Gestalt dies belauscht, stellt sie sich als Joanne Cook heraus, deren jüngerer Bruder Jordan eines der Kinder war, die beim Anschauen von Amanda the Adventurer verschwanden. Joanne ist überzeugt, dass Jordan in den Kassetten gefangen ist und deren Zerstörung der einzige Weg ist, ihn zurückzuholen. Sie nutzt Kates Vertrauen in Riley aus, um die Kassetten zu zerstören, was indirekt zu Kates Tod führt. Als Joanne schwört, die Dinge in Ordnung zu bringen, wird sie plötzlich von einem anderen dämonischen Wesen getötet, das Wooly ähnelt, während Riley mit der leeren VHS-Kassette entkommt.

### Amanda the Adventurer 3(2025)
Zu Teil 3 der Reihe existiert (Stand Juli 2025) eine spielbare Demo, der Release soll noch im Jahr 2025 erfolgen.
Riley macht dort weiter, wo das zweite Spiel aufgehört hat. Er entkommt durch eine Luke aus der öffentlichen Bibliothek von Kensdale und setzt seine Ermittlungen in einer verlassenen Einrichtung von Hameln Entertainment fort.

## Entwicklung
Das erste Amanda the Adventurer-Spiel wurde 2022 als Teil von DreadXPs Found Footage Jam auf Itch.io veröffentlicht. Das Spiel mit der Bezeichnung Amanda the Adventurer: Pilot Episode wurde vom in Ontario ansässigen Entwickler MANGLEDmaw Games zusammen mit Arcadim und SinsterCid entwickelt. Im Oktober 2022 gab DreadXP bekannt, dass sie den Titel für Amanda the Adventurer erworben hätten und mit MANGLEDmaw zusammenarbeiten würden, um ein vollständiges Spiel zu entwickeln. Eine Demo des vollständigen Spiels wurde Anfang 2023 auf der PAX East vorgestellt.
Das erste vollständige Amanda the Adventurer-Spiel wurde am 25. April 2023 über Steam veröffentlicht und enthielt lokalisierte Untertitel für mehrere Sprachen. Das Spiel wurde im September desselben Jahres für Nintendo Switch veröffentlicht und 2024 erschien Amanda the Adventurer für PlayStation und Xbox.
Eine Fortsetzung mit dem Titel Amanda the Adventurer 2 wurde am 22. Oktober 2024 auf Steam veröffentlicht.
Für den 25. April 2025 wurde ein drittes Spiel mit dem Titel Amanda the Adventurer 3 angekündigt, das den Abschluss der Serie bilden soll.

## Rezeption
Nach seiner Veröffentlichung erfreute sich das erste Amanda the Adventurer-Spiel bei Online-Gaming-Streamern großer Beliebtheit und laut PCGamesN wurden Videos zum Spiel auf YouTube rund 1,5 Milliarden Mal angesehen. Vice.com lobte das Spiel für seine Ästhetik und Rätsel sowie für die Entscheidung, den Spielbeginn „entwaffnend süß und gesund“ zu gestalten.
GamesRadar+ rezensierte das erste Spiel und warnte die Leser, dass einige der visuellen Elemente des Spiels verstörend sein könnten und dass es keine endgültigen Antworten gab. Gleichzeitig wurde festgestellt: „Ansonsten ist Amanda the Adventurer ein erstaunlich effektives Horrorspiel, das täuschend in die Ästhetik eines alten analogen Horrorspiels und Retro-Kinderfernsehsendungen verpackt ist.“ Prima Games kritisierte außerdem, dass das Spiel mit zu vielen unbeantworteten Fragen endete, lobte jedoch auch den Schreibstil, den Aufbau der Spielwelt und die Rätsel. TouchArcade überprüfte die Portierung des ersten Spiels auf die Nintendo Switch und gab an, dass es sich insgesamt um eine gute Portierung handele, aber dass „ich das Gefühl habe, dass die Änderung in der Art und Weise, wie man mit voreingestellten Optionen interagiert, anstatt wie in der PC-Version über eine Tastatur einzugeben, das wahre Potenzial des Spiels einschränkt.“
Hardcore Gamer rezensierte das zweite Spiel und gab an, dass es „ein unterhaltsamer Abenteuertitel sei, der solide Rätsel, großartige Darbietungen und eine nette Mischung aus Angst und Humor bietet, aber ein paar schlampige Entscheidungen und das Fehlen von Substanziellem im Gameplay- oder Story-Bereich bremsen es.“

## Andere Medien

### Musikvideo
Am 17. Dezember 2024 veröffentlichte der X-Account von Amanda the Adventurer 2 einen Tweet, in dem die Veröffentlichung eines Songs für das Spiel angekündigt wurde, das am 20. Dezember 2024 erscheinen sollte. In dem Lied wird Amanda von ihrer Synchronsprecherin aus dem Spiel, Blair Greene-Osako, gesprochen.